# Stenön (naturreservat)
Stenön är ett naturreservat i Hallsbergs kommun i Örebro län.
Området är naturskyddat sedan 2009 och är 47 hektar stort. Reservatet består av myrmark runt en fastmarksholme med gammal granskog. Tärnmossens norra del ingår i reservatet.